# Asobara zimbabwana
Asobara zimbabwana (лат.) — вид паразитических наездников рода Asobara из семейства Braconidae (Alysiinae, Hymenoptera). Название происходит от имени места, где в 1930 году была обнаружена типовая серия (Zimbabwe).

## Распространение
Африка: Гвинея-Бисау, Зимбабве, Кения, Конго.

## Описание
Длина от 1,6 до 1,8 мм, переднее крыло до 2,0 мм. От близких видов (Asobara kovacsi) отличается более светлой окраской конечностей и усиков (желтовато-коричневой), пропорциями тела, особенностями жилкования крыльев. Усики 22-23-члениковые у самок. Основная окраска тела коричневая. Жвалы крупные, простые, с 3 зубцами. Верхний зубец жвал широкий; средний зубец широкий и короткий; нижний зубец широкий. Передняя тенториальная ямка находится вдали от края глаз. Предположительно паразитируют на представителях отряда двукрылые.

## Систематика
Вид Asobara zimbabwana был впервые описан в 2019 году испанским гименоптерологом Франсиско Хавьером Перис-Фелипо (Francisco Javier Peris-Felipo, University of Valencia, Paterna, Испания) по материалам из Африки.